# To the Limit
To the Limit è il quinto album in studio della cantautrice britannica Joan Armatrading, pubblicato nel 1978.

## Tracce
Side 1
1. Barefoot and Pregnant – 3:40
2. Your Letter – 3:40
3. Am I Blue For You – 4:24
4. You Rope You Tie Me – 4:08
5. Baby I – 4:52

Side 2
1. Bottom to the Top – 3:34
2. Taking My Baby Up Town – 3:25
3. What Do You Want – 3:44
4. Wishing – 4:48
5. Let it Last – 4:57